# Paeng Nepomuceno
Paeng “Paeng” V. Nepomuceno (Quezon City, 30 januari 1957) is een Filipijns bowler. Hij is zesvoudig wereldkampioen bowlen en een van de meest gelauwerde sporters van de Filipijnen. Nepomuceno won zijn eerste wereldkampioenschap bowlen op 19-jarige leeftijd op de Bowling World Cup in de Iraanse hoofdstad Teheran in 1976. Hij is daarmee volgens het Guinness Book of Records de jongste wereldkampioen bowlen ooit. Daarna veroverde hij nog vijf wereldtitels ooit. In 1980 won Nepomuceno Bowling World Cup in Indonesië, in 1984 won hij het World Invitational Tournament in Las vegas, in 1992 de Bowling World Cup in Le Mans, in 1996 de Bowling World Cup in Belfast en in 1999 won Nepomuceno zijn laatste wereldtitel op de World Ten Pin Masters in de Londen.
Nepomuceno werd door de Philippine Sportswriters Association (PSA) vijf maal uitgeroepen tot Filipijns atleet van het jaar en werd daarop opgenomen in de PSA Hall of Fame. In 1999 werd hij door de PSA uitgeroepen tot Atleet van de Eeuw en in 2000 ook tot Atleet van het Millenium. In 2018 werd Nepomuceno opgenomen in de Philippine Sports Hall of Fame. Hij werd onderscheiden door vijf Filipijnse presidenten. Zo kreeg hij in 1984 van Ferdinand Marcos een Presidential Medal of Merit. In 1989 werd hij door Corazon Aquino onderscheiden tijdens een ceremonie in Malacañang Palace en ook Fidel Ramos ontving Nepomuceno driemaal in het Malacañang. In 1999 werd hij door president Joseph Estrada opgenomen in de Legioen van Eer en in 2008 werd hij door president Gloria Macapagal-Arroyo opgenomen in de  in de order van Lakandula, een van de hoogste onderscheidingen in de Filipijnen. 
Nepomuceno was tot haar overlijden getrouwd met Saira R. Puyat, Managing Director van de Puyat Sports Group. Samen kregen ze drie kinderen.